# Heckler & Koch P9S
La P9S è una pistola semiautomatica prodotta dalla Heckler & Koch a partire dal 1969, oggi fuori produzione. È la prima pistola ad utilizzare una variazione del sistema di azionamento a massa battente con ritardo a rullini.
Differisce dalla precedente P9 per l'introduzione della doppia azione.

## Caratteristiche
La P9S è costituita da un telaio di acciaio rivestito con polimeri. Gli organi di mira sono colorati: due rettangoli rossi sulle parti posteriori e una striscia bianca sulla tacca di mira regolabile.
La pistola veniva utilizzata dalla United States Navy con un silenziatore. In quel periodo però i silenziatori erano di notevoli dimensioni e rendevano inutilizzabile il mirino metallico montato sulla pistola. Per questo motivo il silenziatore era dotato di un mirino aggiuntivo.

## La P9S nella cultura di massa
- In ambito cinematografico, la P9S compare in Impatto imminente.